# Fernando del Rincón (pintor)

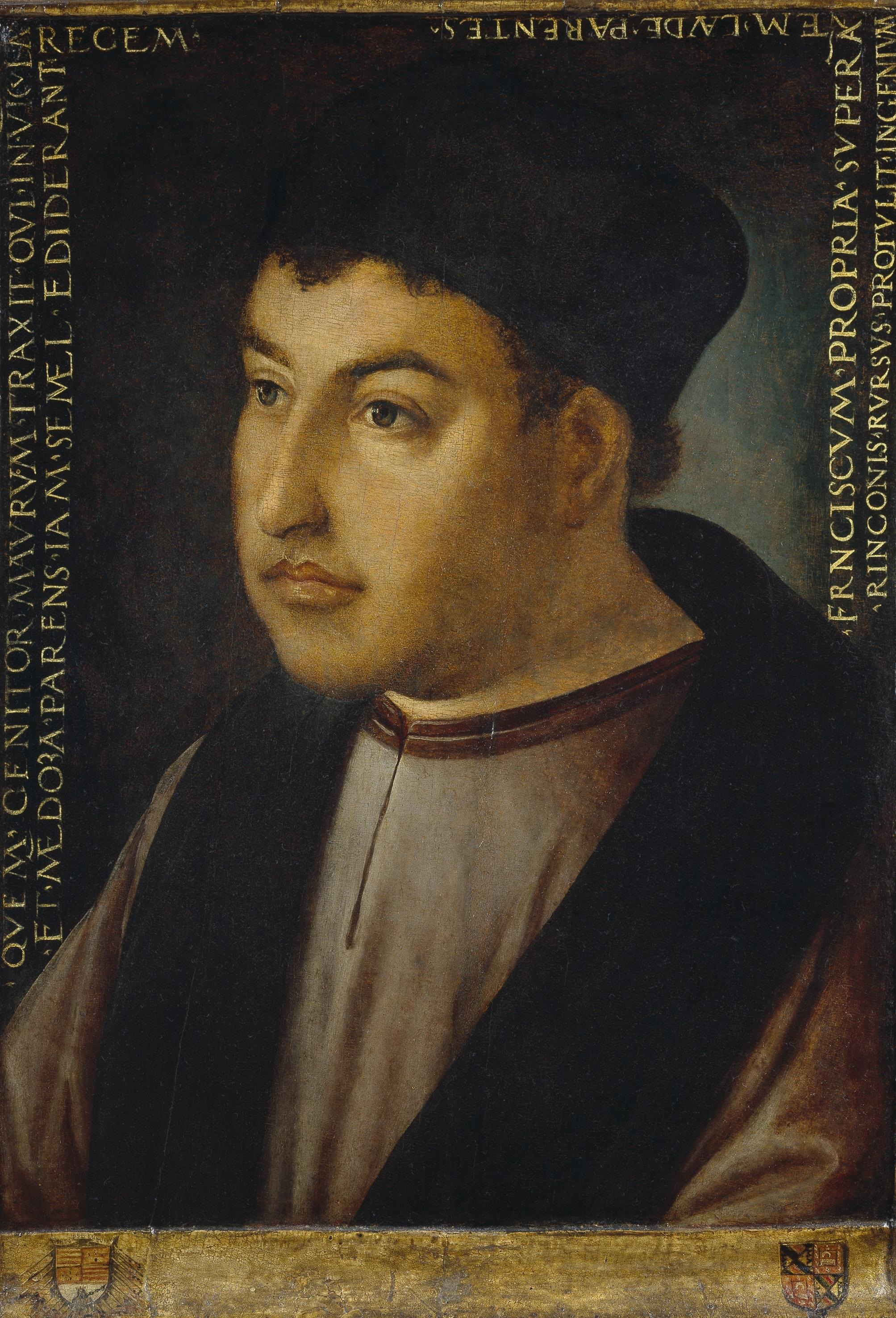
Retrato de Francisco Fernández de Córdoba y Mendoza, óleo sobre tabla, 51 x 40 cm, Madrid, Museo del Prado

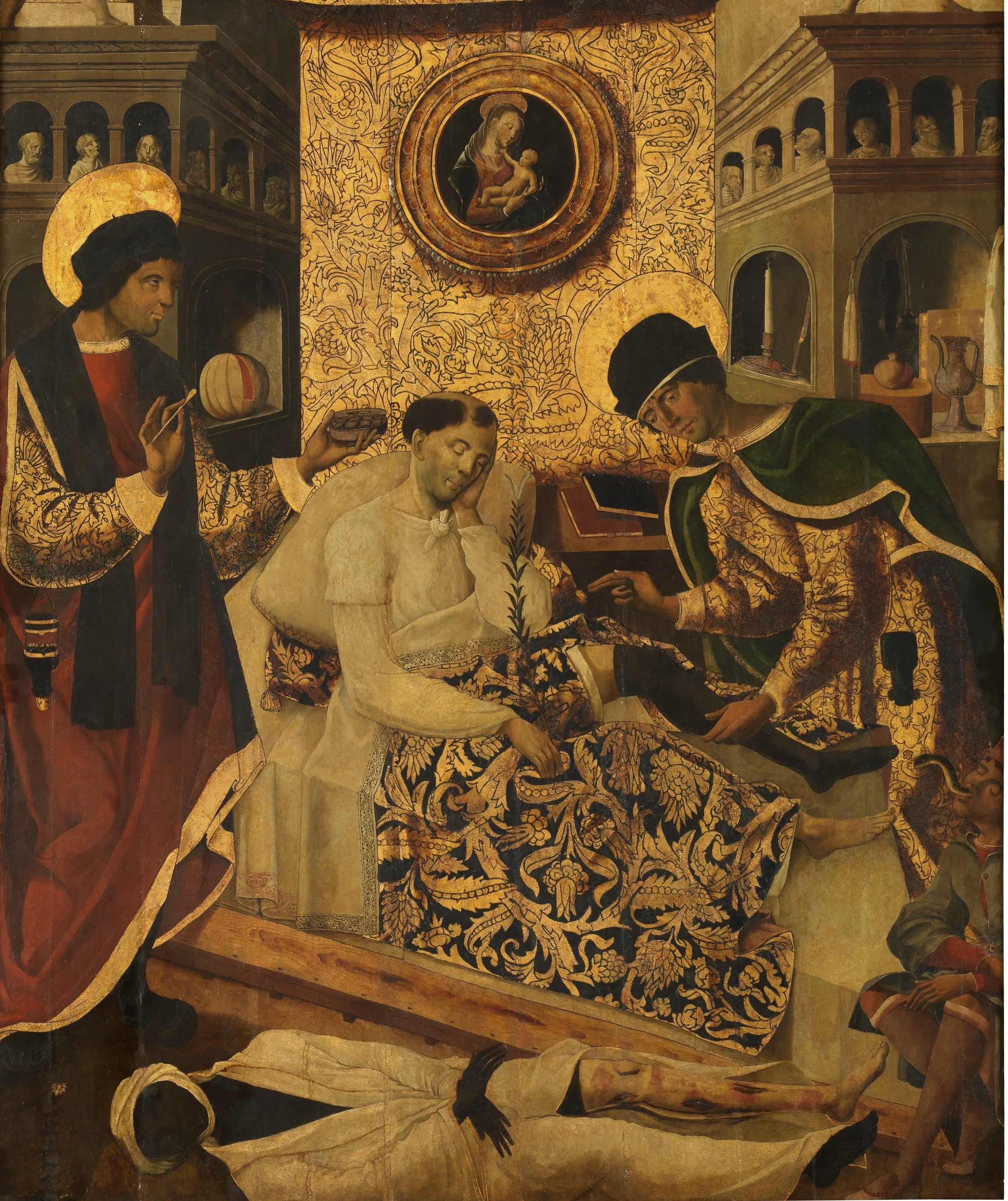
Milagros de los santos médicos Cosme y Damián, óleo sobre tabla, 188 x 155 cm, Madrid, Museo del Prado

Fernando del Rincón de Figueroa, o Hernando del Rincón de Figueroa, fue un pintor español del Renacimiento. Se creía nacido en la ciudad de Guadalajara hacia 1460, aunque hoy se relaciona su nacimiento con la localidad conquense de Huete. Su personalidad ha sido durante mucho tiempo confundida con la de un Antonio del Rincón, citado por los tratadistas de los siglos XVI y XVII, que se suponía originario de Guadalajara. Hernando Rincón murió entre el 9 de mayo de 1522 y el 18 de noviembre de 1525. 

## Biografía

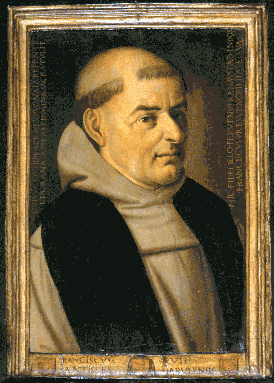
Retrato de fray Francisco Ruiz, obispo de Ávila, óleo sobre tabla, 42 x 28 cm, Madrid. Instituto Valencia de Don Juan. 1514-1522

Se sabe que hacia 1491 vivía en la parroquia de San Nicolás de Guadalajara y que se casó seguramente en Valladolid con Catalina Vázquez, hija del arquitecto Lorenzo Vázquez de Segovia, de quien recibió ochenta mil maravedíes de dote. Por los mismos años trabajó en Zaragoza junto al pintor aragonés Martín Bernat. En el contrato de asociación entre ambos maestros se dice que Bernat tenía acogido a Rincón en su casa de Zaragoza desde que llegó procedente de Guadalajara y que a los pocos días de llegar enfermó y fue atendido por Bernat y los suyos como hermano, por lo que  se acordaba firmar la concordia para hacer a medias en adelante las obras contratadas por Bernat en su nombre o en el de Rincón en el Reino de Aragón, partiéndose a medias el gasto y las ganancias, si bien Rincón, ya que es «stranchero y no tiene su abitación en el regno de Aragón», tomará lo que necesite gastar y el resto quedará en poder de un procurador, amigo de confianza, para cuando termine la obra. En 1494 aparece cobrando por la escena mural del Espíritu Santo pintada en el claustro de la catedral de Toledo, todavía bajo el mandato del cardenal Mendoza; y vuelve a ser citado en 1499, cuando se encargó junto con Juan de Borgoña, Francisco de Amberes y Frutos Flores del dorado y policromado del retablo mayor de la catedral de Toledo, ya bajo el arzobispo Cisneros. A partir de 1503 se le encuentra documentado en la realización de diversos retablos en iglesias de las diócesis de Toledo y Sigüenza, donde se relacionó con Juan Soreda. El más importante debió de ser la policromía y dorado del retablo mayor de Santa María de Medinaceli (Soria), tasado en 220.000 maravedíes y concluido en 1507.
En 1514 sustituyó a Francisco Chacón como pintor de cámara de Fernando el Católico, llegando las noticias hasta 1518 cuando dirigió un memorial a Carlos I solicitando la confirmación en el cargo de veedor y examinador mayor de los pintores y entalladores del reino de Castilla, que ya había ostentado con Fernando. Se tiene noticia también de que estuvo preso en la cárcel de Guadalajara por causa desconocida en 1517. Nada se ha podido encontrar hasta el momento sobre la noticia dada por algunos tratadistas de que fue caballero de la Orden de Santiago, ni tampoco sobre la realización de diversos retratos de los reyes, como había recogido Antonio Palomino; aunque sí está documentada la policromía del retrato de perfil del cardenal Mendoza, realizado por Felipe Bigarny.  
En las incompletas Vidas de pintores que dejó manuscritas Lázaro Díaz del Valle, es el primero de los españoles de los que se ocupó, aunque brevemente, diciendo de él: «Pintor famoso, natural de la ciudad de Guadalajara, fue caballero del hábito de Santiago por merced del Señor Rey Don Fernando V de Castilla y León».

## Obra
Muy poco es lo que se ha conservado de su producción documentada. El único cuadro firmado por él que ha llegado hasta nuestros días es un retrato: el de Francisco Fernández de Córdoba y Mendoza, de hacia 1520 (Museo del Prado), con una inscripción latina como la que se encuentra en el retrato del obispo de Ávila Francisco Ruiz del Instituto Valencia de Don Juan, que por afinidad estilística se le atribuye. Las inscripciones son en ambos casos bien elocuentes de los ambientes humanistas en los que se desarrolló el género del retrato en las primeras décadas del siglo XVI, contándose Rincón entre los pocos pintores autóctonos que lo practicaron, lo que podría explicarse por sus contactos con los dos focos de modernidad que representaban en La Alcarria la Universidad de Alcalá —en 1518 se le encargó dar lustre a la medalla del Cardenal Cisneros— y la familia de los Mendoza.
Pintó un retablo desaparecido, como todos los suyos, para la iglesia de Santa María de Hita, documentado entre 1504 y 1505. Y otro altar mayor para la iglesia de San Andrés de Albalate de Zorita en 1506. En colaboración con el entallador alcarreño Cristóbal de Ayllón pintó el retablo mayor de Fuentes de la Alcarria, documentado entre 1516 y 1520; todavía pudieron verlo Juan Catalina García y Chandler R. Post, antes de su destrucción en la guerra civil, y sirvió para atribuirle algunas otras pinturas, entre ellas la tabla del Milagro de San Cosme y San Damián del Museo del Prado, procedente del monasterio de San Francisco de Guadalajara. Lo cierto es que está tabla no tiene una clara relación estilística con los dos retratos conocidos de Hernando Rincón de Figueroa, lo que quizá sea debido a la diferencia cronológica y a la diversa naturaleza de dichas pinturas. Últimamente se le atribuye también una participación en las pinturas, a caballo entre el detallismo gótico y el sentido de la profundidad renacentista, del retablo mayor de la iglesia de la Asunción de Robledo de Chavela, con la que el pintor aparece relacionado en 1506 y 1514.